# Nombre de Froude
Pour les articles homonymes, voir Froude.
Le nombre de Froude, de l'hydrodynamicien anglais William Froude, est un nombre sans dimension qui caractérise dans un fluide l'importance relative de l'énergie cinétique de ses particules par rapport à son énergie potentielle gravitationnelle. Il s'exprime donc par un rapport entre la vitesse d'une particule et la force de pesanteur qui s'exerce sur celle-ci. Ce nombre apparaît essentiellement dans les phénomènes à surface libre, en particulier dans les études de cours d'eau, de barrages, de ports et de navires (architecture navale). Il est également important en météorologie pour le calcul de l'écoulement de l'air en montagne.
En dynamique des fluides il fait partie des trois nombres sans dimension les plus utilisés : il caractérise l'importance de  la pesanteur alors que le nombre de Reynolds prend en compte la viscosité et le nombre de Mach la compressibilité. Le nombre de Froude peut être indicatif de la vitesse du fluide normée par une distance caractéristique. Ainsi les rapides ont un nombre de Froude > 1, tandis que pour les rivières plus calmes Froude < 1.

## Origine
Le nombre de Froude est ainsi désigné à la suite de Moritz Weber (1871-1951),. Son éponyme est William Froude (1810-1879), ingénieur civil, mathématicien et architecte naval anglais qui a révolutionné la conception des bateaux avec l'utilisation de bassins des carènes. À la fin du XIXe siècle, Froude étudie sur modèle réduit le comportement de navires remorqués. Il montre que les phénomènes restent semblables lorsque la vitesse du navire varie comme la racine carrée de sa longueur.
En France, le nombre est aussi connu comme le nombre de Reech-Froude,,, ou le nombre de Reech,. Son éponyme est alors Frédéric Reech (1805-1884) qui l'a proposé dès 1852,,. Froude a admis l'antériorité de Reech à propos de ce concept de loi de comparaison. Cette démarche empirique ne pouvait prendre en compte la pesanteur introduite ultérieurement dans ce qu'on appelle parfois le nombre de Reech-Froude.
Antérieurement à Froude, le nombre a été utilisé par plusieurs chercheurs français, à savoir : Jean-Baptiste Bélanger (1790-1874) en 1828 ; Jules Dupuit (1804-1866) en 1848 ; Jacques Bresse (1822-1883) en 1860 ; et Henry Bazin (1829-1917) en 1865.

## Définition
Le nombre de Froude étant le rapport entre l'énergie cinétique ({\displaystyle mv^{2}/2}) et l'énergie potentielle gravitationnelle ({\displaystyle mgL_{c}}). Il se définit donc de deux manières en fonction des domaines d'utilisations.
Le nombre de Froude est défini par :
{\displaystyle {Fr}={\frac {v}{\sqrt {gL}}}},
où :
- {\displaystyle v} est la vitesse du fluide[1] (en m/s) ;
- {\displaystyle g} est l'accélération de la pesanteur[1] (9,81 m/s2) ;
- {\displaystyle L} est une taille typique associée au système[1] (m).

Remarque

Dans quelques livres anciens, on rencontre une définition alternative selon laquelle nombre de Froude est le carré du nombre précédent, :  
{\displaystyle {Fr}={\frac {v^{2}}{gL}}}.
On peut l'exprimer en fonction du nombre de Reech: 
{\displaystyle Fr_{II}={\frac {1}{Re}}}.
Le dénominateur représente la célérité des ondes par faible profondeur, le nombre de Froude présentant ainsi une certaine analogie avec le nombre de Mach.

### Relations avec d'autres nombres sans dimension
Le nombre de Froude est relié à celui de Richardson {\displaystyle \left({Ri}\right)} par :
{\displaystyle {Fr}={\frac {1}{\sqrt {Ri}}}}.
Il est relié à ceux de Morton {\displaystyle \left({Mo}\right)}, de Reynolds {\displaystyle \left({Re}\right)} et de Weber {\displaystyle \left({We}\right)} par :
{\displaystyle {Mo}={\frac {{We}^{3}}{{Fr}^{2}{Re}^{4}}}},
d'où :
{\displaystyle {Fr}^{2}={\frac {{We}^{3}}{{Mo}~{Re}^{4}}}}.

## Domaines d'utilisation

### Écoulement à surface libre dans un cours d'eau
Dans le cadre d'un écoulement à surface libre comme c'est le cas dans un cours d'eau, le nombre de Froude correspond au rapport entre la vitesse de l'écoulement {\displaystyle v} et la vitesse des ondes de surface {\displaystyle C}, soit {\displaystyle Fr_{I}={\frac {v}{C}}}.
La célérité de ces ondes s'exprime {\displaystyle C={\sqrt {gL_{c}}}} où {\displaystyle L_{c}}, longueur caractéristique, vaut le rapport entre la section d'écoulement {\displaystyle A} et la largeur de la surface libre {\displaystyle B} soit {\displaystyle L_{c}={\frac {A}{B}}}.
On a donc {\displaystyle Fr_{I}={\frac {v}{\sqrt {g{\dfrac {A}{B}}}}}}.

#### Cas particulier du canal rectangulaire
Dans le cas particulier d'un canal rectangulaire, la longueur caractéristique {\displaystyle L_{c}} vaut la profondeur {\displaystyle h} du cours d'eau.
L'expression du nombre de Froude pour une section rectangulaire est donc
{\displaystyle Fr_{I}={\frac {v}{C}}={\frac {v}{\sqrt {gh}}}}
avec :
- {\displaystyle v} - vitesse de l'écoulement ;
- {\displaystyle g} - accélération de la pesanteur (9,81 m/s2) ;
- {\displaystyle h} - hauteur d'eau.

Valeurs critiques
Pour un cours d'eau un même débit peut être obtenu de deux façons différentes : 
- {\displaystyle Fr>1} : régime torrentiel, avec une faible hauteur d'eau et une forte vitesse (équivalent d'un régime supersonique). Dans ce régime, le fluide est « tiré » par les forces qui le meuvent (la gravité le plus souvent), sans que la masse de fluide en aval soit une gêne ;
- {\displaystyle Fr<1} : régime fluvial, avec une forte hauteur d'eau et une faible vitesse (équivalent d'un écoulement subsonique). Ce régime est « piloté par l'aval » : le comportement des particules en mouvement est contraint par celles qui les précèdent.

Dans les deux solutions la hauteur d'eau et la vitesse sont déterminées suivant le nombre de Froude et le débit, mais les solutions ne se calculent pas de la même façon. La détermination du nombre de Froude est donc un préalable au calcul.
La transition du régime torrentiel au régime fluvial provoque un ressaut hydraulique où la hauteur d'eau s’accroît brusquement. Le phénomène est observable dans un lavabo : lorsque l'eau qui coule touche la surface, sa vitesse initialement élevée (nombre de Froude > 1) diminue à proportion de sa distance au point d'impact, et {\displaystyle Fr} finit par descendre en dessous de 1.

### Architecture navale
{\displaystyle L_{WL}} est alors Lwl (length waterline) est la longueur de la carène.

### En météorologie de montagnes
Le nombre de Froude est utilisé en météorologie pour calculer si des ondes de gravité seront générée par un flux atmosphérique traversant un obstacle tel qu'une chaîne de montagnes. Dans ce cas, l'énergie potentielle dépend non seulement du poids de la parcelle d'air mais également de la poussée d'Archimède qui s'exerce sur celle-ci dans l'atmosphère. En effet, si la parcelle d'air est moins dense que son environnement, elle sera repoussée en altitude et vice versa si elle est plus dense.
Le nombre de Froude devient alors un rapport entre la vitesse horizontale {\displaystyle U} de déplacement d'une parcelle d'air et le potentiel à vaincre ({\displaystyle h} la hauteur de l'obstacle) qui dépend aussi de la stabilité de l'air. La masse d'air perturbée par la présence d'un obstacle vertical est soumise à une onde de gravité et se met à osciller avec la fréquence de Brunt-Väisälä, {\displaystyle N}. Le nombre de Froude s'exprime comme :
{\displaystyle Fr={\frac {U}{N\,h}}}
avec {\displaystyle N\equiv {\sqrt {{\frac {g}{\theta }}{\frac {\mathrm {d} \theta }{\mathrm {d} h}}}}}, où {\displaystyle h} est la hauteur au-dessus du sol, {\displaystyle g} = 9,81 m/s2, {\displaystyle \theta } est la température potentielle de l'air.
D'autres auteurs définissent le nombre de Froude comme étant :
{\displaystyle Fr={\frac {\pi U}{NW_{t}}}}
où {\displaystyle W_{t}} est l'épaisseur transversale de la montagne.
Valeurs critiques
- {\displaystyle Fr<1} : vents légers et l'écoulement contourne ou est bloqué par l'obstacle ;
- {\displaystyle Fr=1} : cas de stabilité faible et de vents forts avec création d'oscillations en aval de l'obstacle ;
- {\displaystyle Fr>1} : la longueur d'onde de l'air est plus grande que celle de la barrière. Création d'une zone de fluide mort derrière la colline. Accélération du vent au sommet et après une longueur égale à environ trois fois la longueur de l'obstacle, l'écoulement retrouve ses caractéristiques initiales.